# جيمي فيلد
جيمي فيلد (بالإنجليزية: Jimmy Field)‏ هو لاعب كرة قاعدة ومحامي أمريكي، ولد في 16 أبريل 1940 في نيوجيرسي في الولايات المتحدة.